# Пенидаррен (паровоз)
«Пенидаррен» (валл. Pen-y-Darren) — первый в мире запатентованный паровоз. «Пенидаррен» считается самым первым в мире рельсовым паровозом, однако ряд свидетельств указывают на то, что он, возможно, был вторым (после колбрукдейлского, с которым его часто путают). Паровоз был построен под руководством инженера Ричарда Тревитика на металлургическом заводе Пенидаррен в одноимённом городе (Мертир-Тидвил, южный Уэльс) в 1803 году, однако часто годом постройки указывается 1804, когда на данный паровоз был получен патент. Этот же год считается годом рождения паровозов вообще.
21 февраля 1804 года «Пенидаррен» провёл первый в мире поезд на локомотивной тяге (само понятие Локомотив появится только через 21 год). Будучи одним из первых, паровоз уже имел ряд конструктивных новшеств, многие из которых были открыты повторно лишь через несколько десятилетий.